# Laval (Mayenne)
Laval is een Franse stad in de regio Pays de la Loire. Het is de prefectuur van het Franse departement Mayenne en ook de onderprefectuur van het arrondissement Laval. Laval telde op 1 januari 2022 49.474 inwoners, die Lavallois worden genoemd.

## Geschiedenis
In de vroege middeleeuwen waren er verschillende kleine gehuchten op het grondgebied van de gemeente. De oudste bekende cultusplaats was de kapel Notre-Dame de Pritz uit 710.

### Kasteel
Aan het begin van de elfde eeuw verslapte het centrale gezag en Guy de Dénéré, heer van Sablé-sur-Sarthe, profiteerde hiervan om een kasteel te bouwen bij een oversteekplaats over de Mayenne. Via dit kasteel op een kalkstenen heuvel boven de rivier kon hij tol innen van de reizigers. Emma, de dochter van de heer van Mayenne, huwde met Mathieu II de Montmorency. Omdat de mannelijke lijn was uitgestorven, werd Mathieu II de Montmorency in 1218 de nieuwe heer van Mayenne. Hij bouwde het eerste stenen kasteel van Laval. Laval was eerst de zetel van een baronie en vanaf 1429 van een graafschap. Het oude kasteel dateert uit de dertiende en veertiende eeuw. Het nieuwe kasteel ernaast werd gebouwd in Renaissancestijl. De graven behoorden tot de huizen van Montmorency, Montfort en Coligny.

### Stad
De stad groeide rond dit kasteel. In 1050 werd er vanuit de benedictijner Abdij Saint-Martin in Tours een priorij gesticht nabij het kasteel. En rond 1070 werd de kerk Sainte-Trinité gebouwd. In de dertiende eeuw kwam er een brug over de Mayenne en werd de stad ommuurd. In de middeleeuwen ontwikkelde zich aardewerk- en textielnijverheid in de stad, die zich uitbreidde tot op de andere oever van de rivier, buiten de stadswallen. In de zestiende eeuw onder de graven Guy XVI en Guy XVII kende de stad haar bloeitijd met een bloeiende linnennijverheid en -handel. De stad had toen ongeveer 11.000 inwoners. De zeventiende eeuw was woeliger met de onderdrukking van de hugenoten. Er vestigden zich in het kader van de contrareformatie verschillende kloosters in de stad (kapucijnen, ursulinen en benedictinessen).

### Moderne tijd
Tijdens de Franse Revolutie was Laval een van de bolwerken van de opstand in de Vendée en in de stad en omgeving vonden hevige gevechten plaats in 1793. Het kasteel werd gebruikt als gevangenis en gerechtsgebouw. In de negentiende eeuw verdween de textielnijverheid, maar de komst van de spoorweg in 1855 bracht een nieuw industrieel elan. De stad bleef groeien en in de tweede helft van de twintigste eeuw werden nieuwe buitenwijken gebouwd: Les Fourches, Saint Nicolas en Bourny.
In 1855 werd de stad de zetel van het rooms-katholieke bisdom Laval.

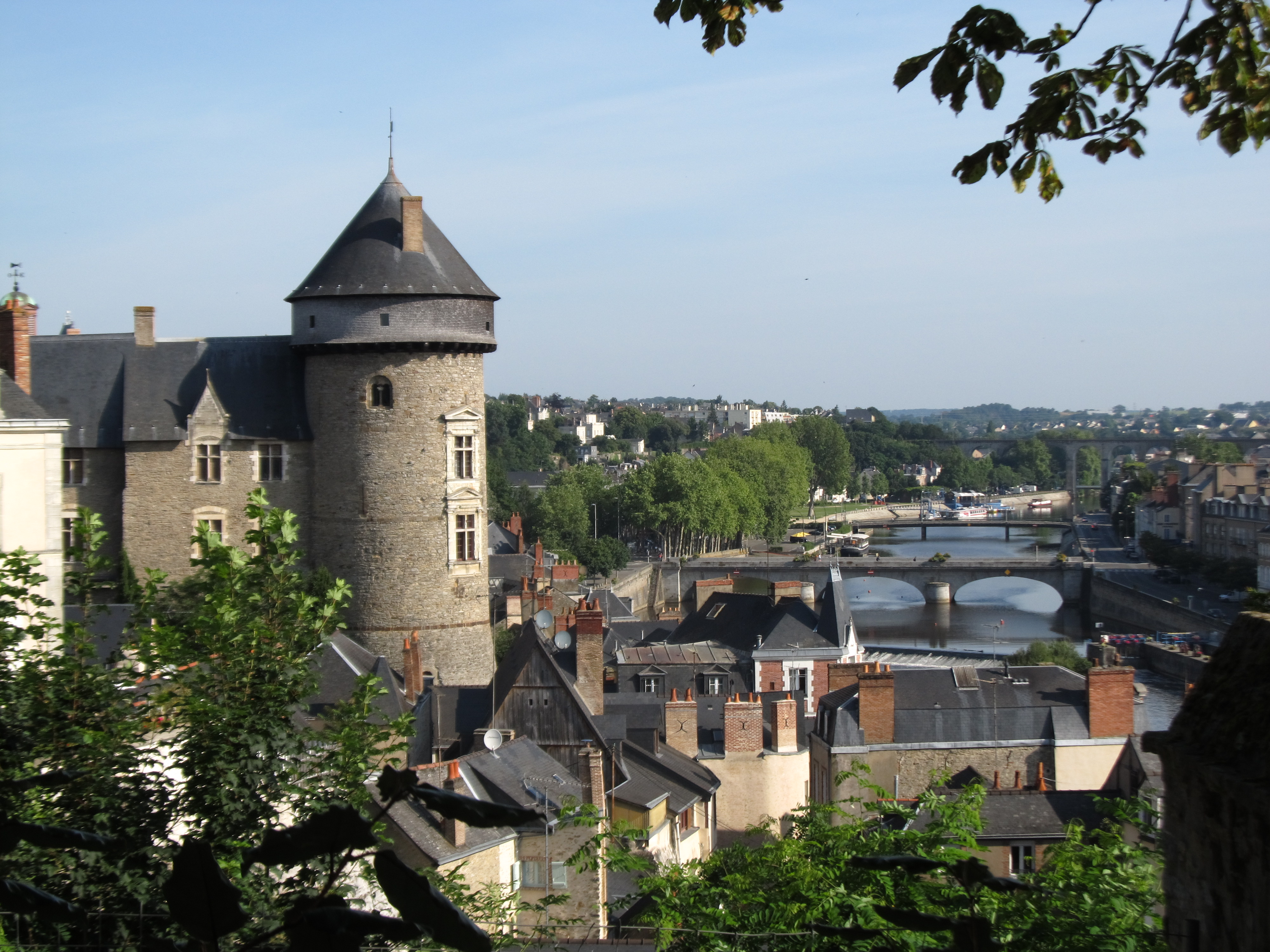
Oude kasteel en de Mayenne
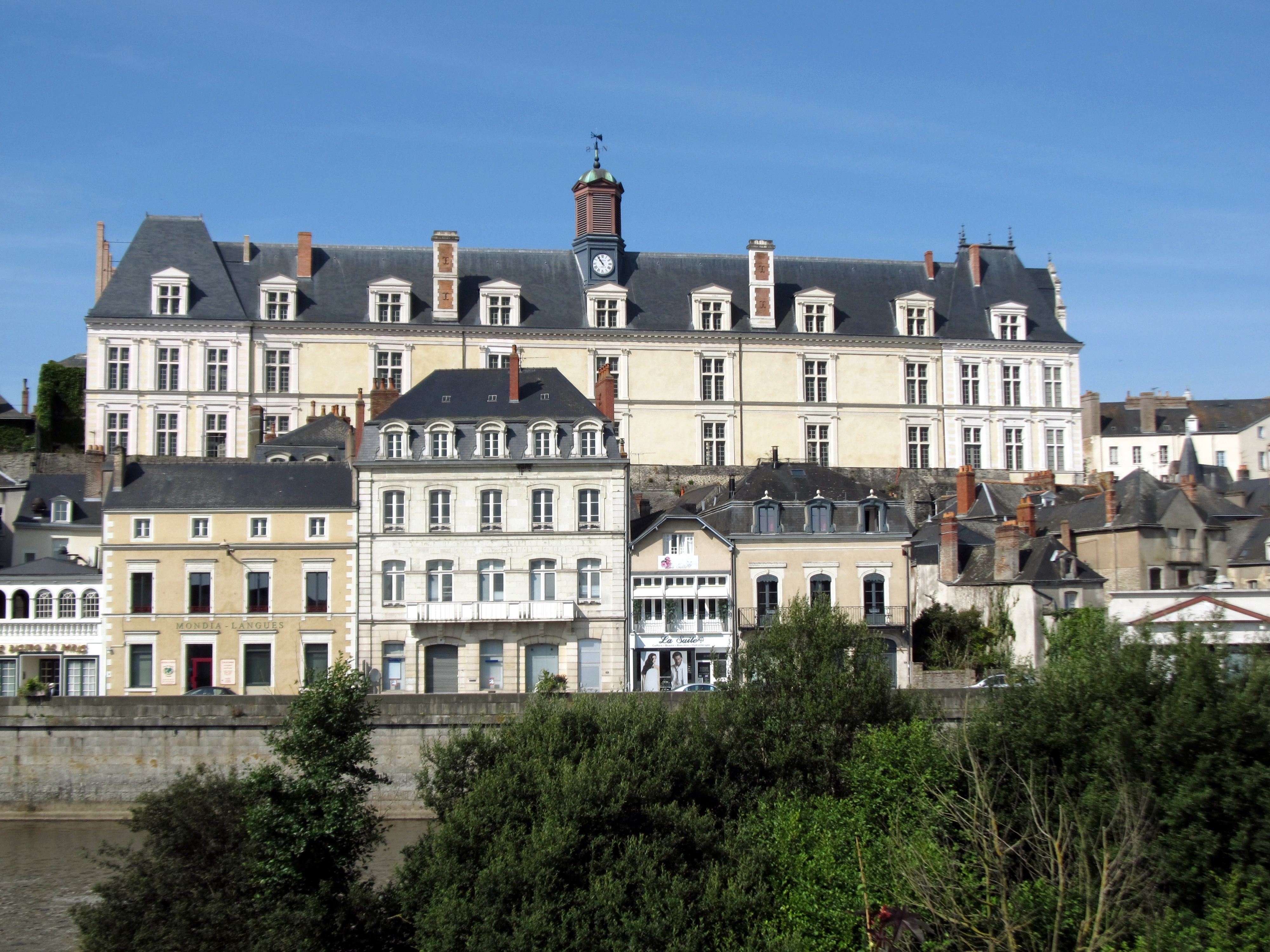
Nieuwe kasteel
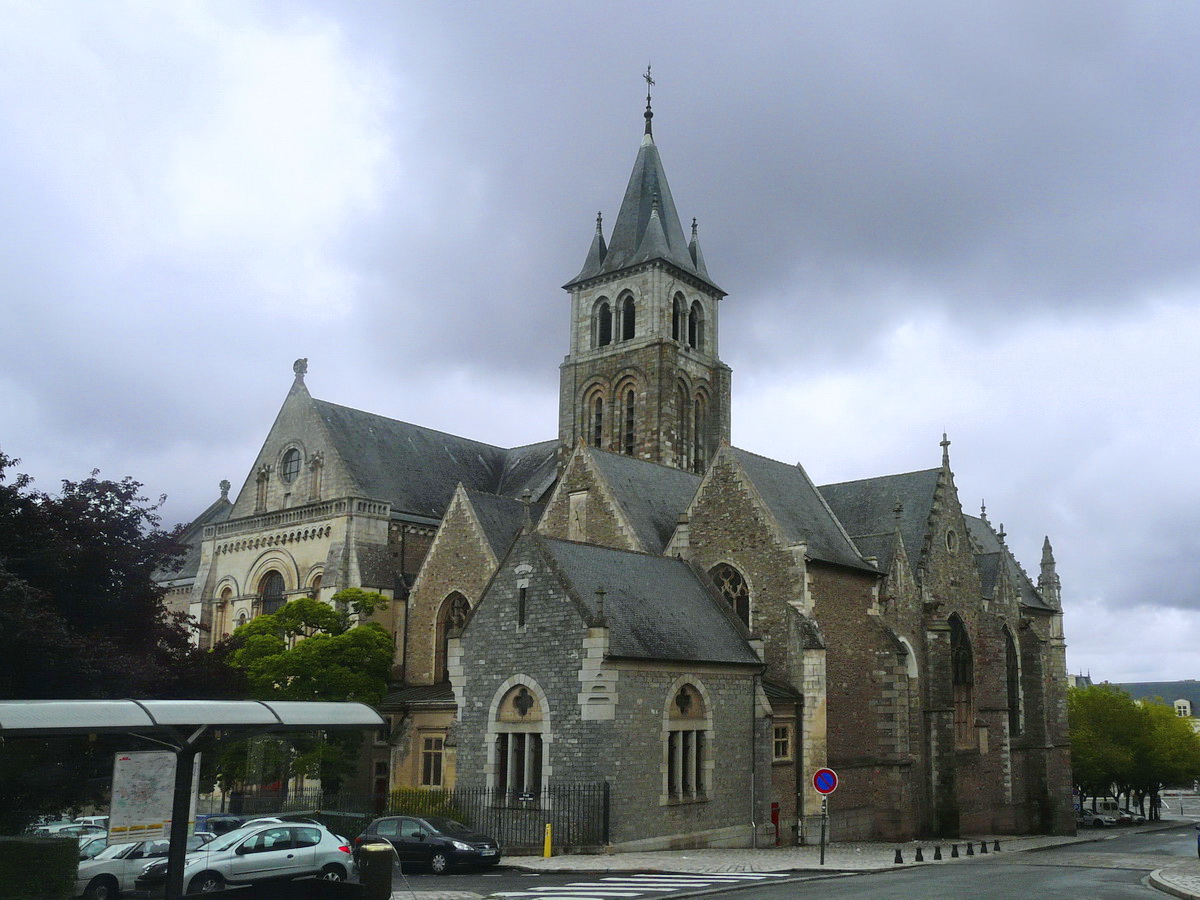
Cathédrale de la Trinité
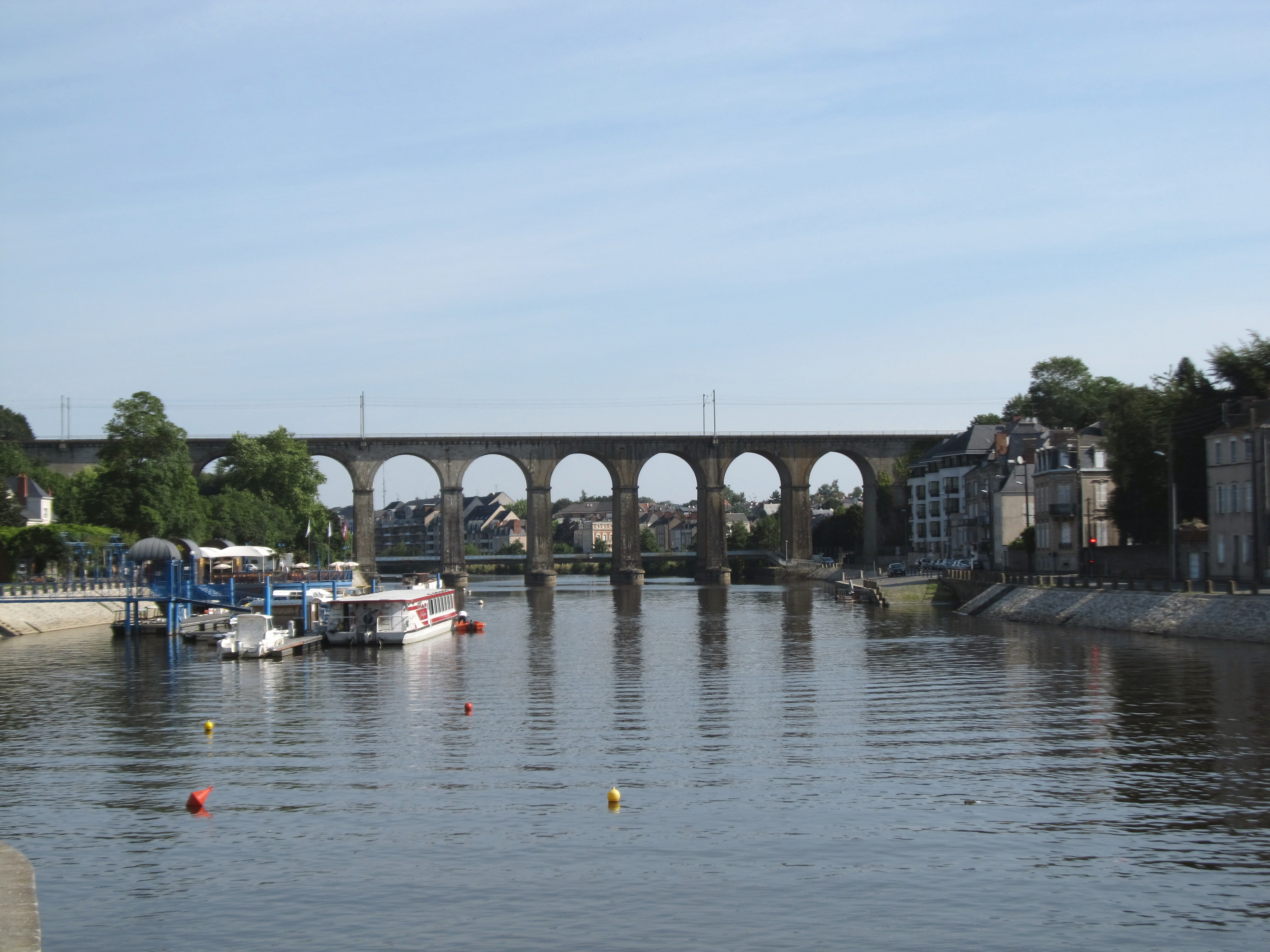
Spoorviaduct over de Mayenne

## Geografie
Laval ligt aan de rivier de Mayenne. De oppervlakte van Laval bedroeg op 1 januari 2022 34,22 vierkante kilometer; de bevolkingsdichtheid was toen 1.445,8 inwoners per km².
De onderstaande kaart toont de ligging van Laval met de belangrijkste infrastructuur en aangrenzende gemeenten.

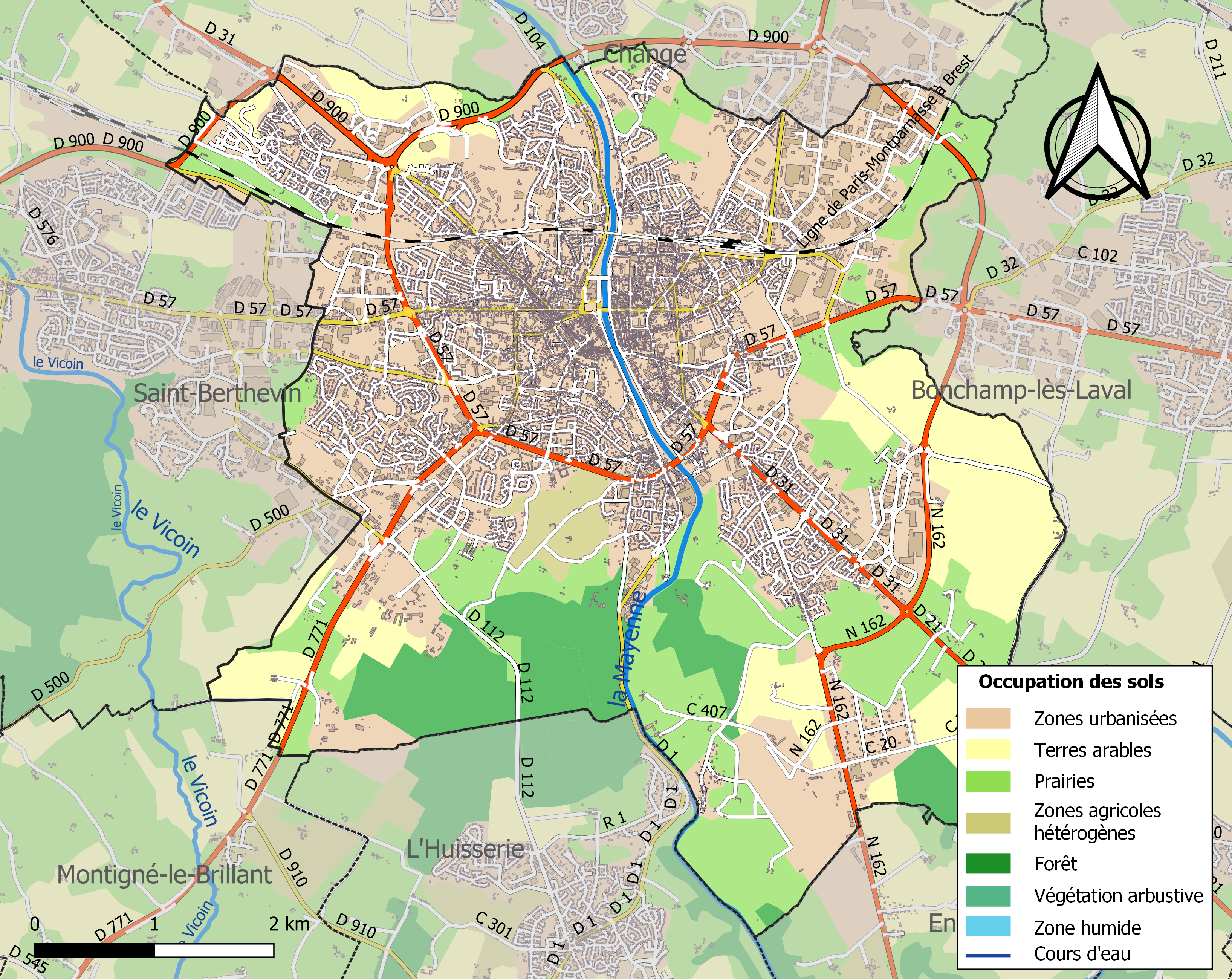

## Verkeer en vervoer
In de gemeente ligt spoorwegstation Laval.
De autosnelweg A81 loopt ten noorden van de gemeente.

## Demografie
Onderstaande figuur toont het verloop van het inwonertal (bron: INSEE-tellingen).

## Sport
Laval was drie keer etappeplaats in de wielerkoers Ronde van Frankrijk. In 1999 won de Belg Tom Steels er de massasprint, in 2021 de Sloveen Tadej Pogačar een tijdrit en in 2025 won de Italiaan Jonathan Milan er een massasprint. Daarnaast is Laval veelvuldig etappeplaats geweest in de regionale wielerkoers Boucles de la Mayenne.

## Partnersteden
- Garango, Burkina Faso
- Mettman, Duitsland

## Geboren in Laval
- Ambroise Paré (1509-1590), arts
- Augustine Tuillerie (1833-1923), jeugdschrijfster bekend onder het  pseudoniem G. Bruno
- Henri Rousseau (1844-1910), naïef schilder, beter bekend onder de naam 'le Douanier'
- Jean-Marie Guyau (1854-1888), filosoof en dichter
- Alfred Jarry (1873-1907), dichter en toneelschrijver
- Émile Champion (1879-?), langeafstandsloper
- Auguste Fauchard (1881-1957), organist en orgelcomponist
- Alain Gerbault (1893-1941), zeezeiler en schrijver
- Robert Tatin (1902-1983), kunstenaar
- Françoise Olivier-Coupeau (1959-2011), politica
- Thibault de Montalembert (1962), acteur
- Jacky Durand (1967), wielrenner
- Franck Renier (1974), wielrenner
- Ludovic Turpin (1975), wielrenner
- Ousmane Dabo (1977), voetballer
- Grégory Bourillon (1984), voetballer
- Pierre-Emerick Aubameyang (1989), Frans-Gabonees voetballer
- Francis Coquelin (1991), voetballer